# Handvärmare
Handvärmare är en anordning för att värma händerna under kyliga förhållanden. Vid kyla snörs blodcirkulationen till extremiteterna av och handmotoriken försämras påtagligt. I vinterklimat kan därför handvärmaren vara en förutsättning för möjligheterna att klara av att göra upp värmande eld. Handvärmare kan också användas av medicinska skäl.

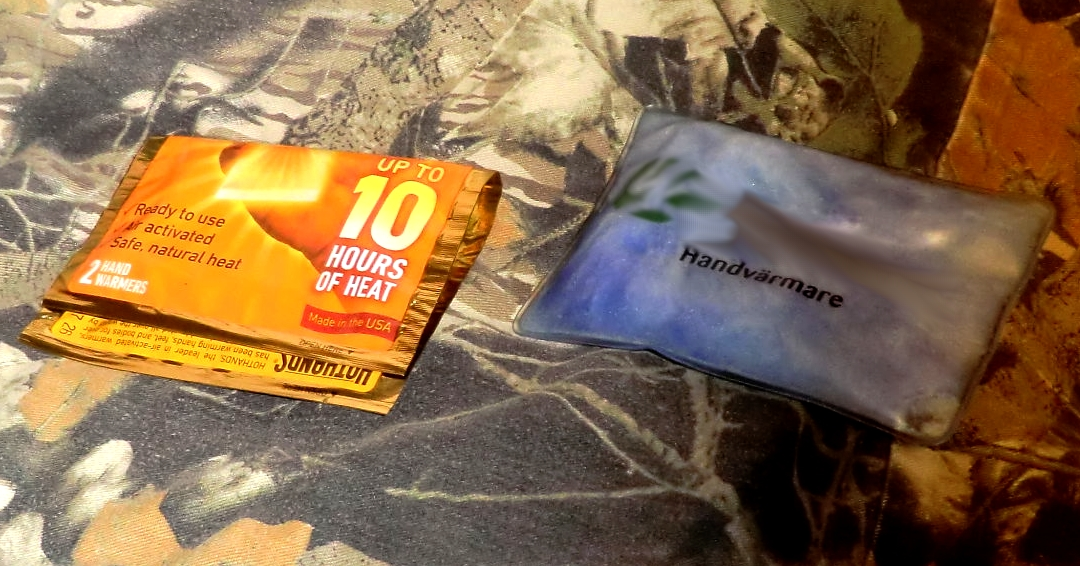
De två huvudtyperna av handvärmare – engångsvärmare till vänster och återanvändbar handvärmare till höger.

## Olika typer av handvärmare
Det finns två huvudtyper av handvärmare. Det är engångsvärmare och återanvändbara handvärmare. Engångsvärmaren är billig och håller värmen förhållandevis länge. Den återanvändningsbara värmaren är miljövänlig och blir ekonomisk i längden trots högre priser. Hållbarheten på den återanvändbara varierar beroende på typen av handvärmare, liksom varmhållningstiden.

### Engångsvärmare
Engångsvärmarna bygger på enkelriktade kemiska  reaktioner där energi avges. Efter den exoterma reaktionen, som skapar värme, har energifattigare ämnen bildats. Processen går därför inte att vända på och kallas irreversibel.

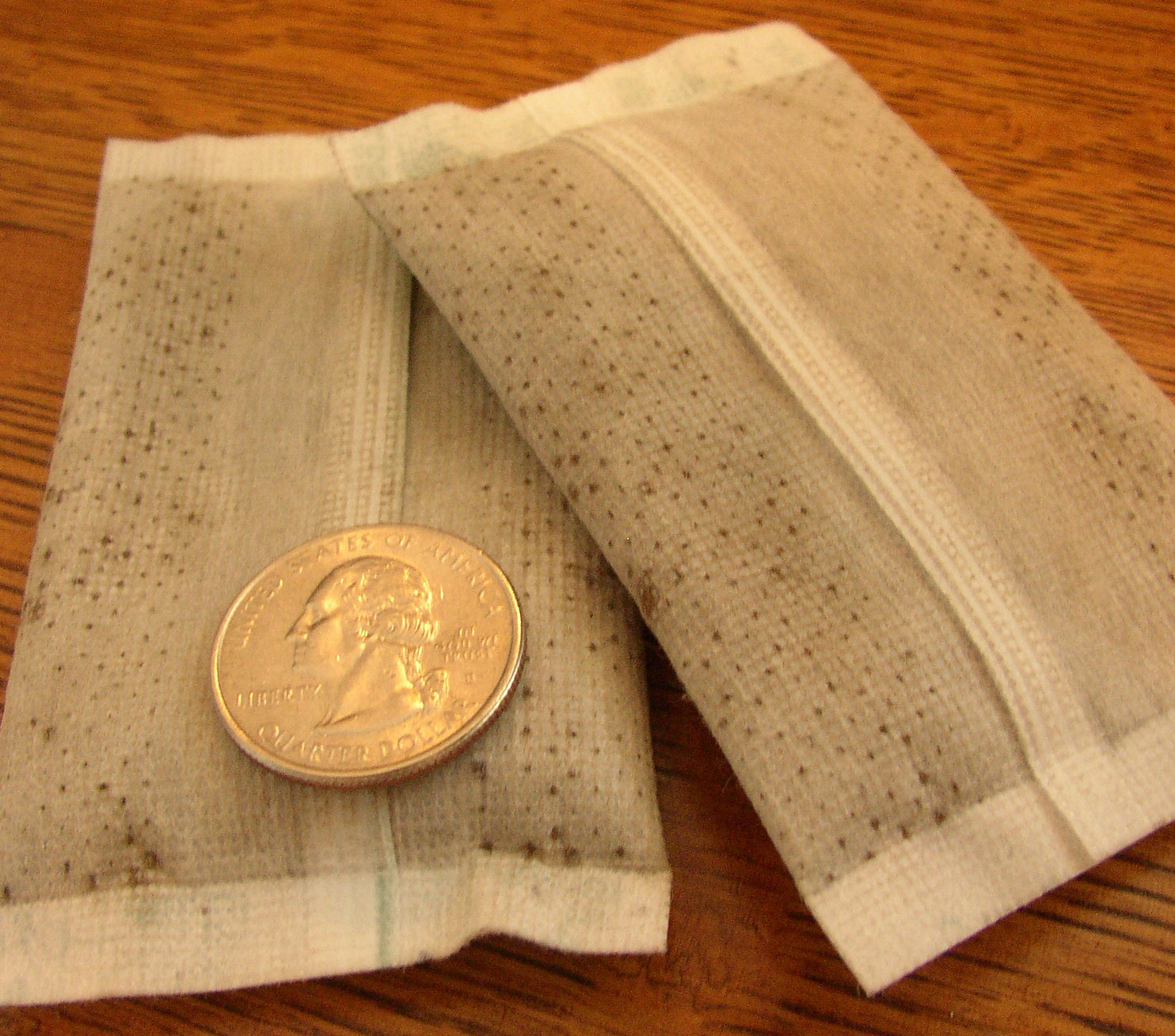
Luftaktiverade engångsvärmare med en 25-centare, för storleksjämförelsens skull.

#### Luftaktiverade handvärmare
Luftaktiverade handvärmare består av cellulosa, järnfilspån eller pulveriserat järn, vatten, aktivt kol (som fördelar och sprider värmen), vermikulit (ett mineral som expanderar när det hettas upp) och salt (katalysator). Värme genereras med en exotermisk redox-reaktion av järnet, när det kommer i kontakt med luftens syre. Sådana handvärmare producerar värme i 1–10 timmar.
De kemiska formlerna för förrostning ser ut så här. Den första formeln beskriver tillika den exoterma reaktionen i en handvärmare:
4 Fe + 3 O2 + 6 H2O → 4 Fe(OH)3
4 Fe + 3 O2 + 2 H2O → 4 FeOOH
4 Fe(OH3) → 2 Fe2O3 + 6 H2O

#### Kolstavsvärmare
Kolstavsvärmaren tänds i ena änden och genererar sedan värme så länge kolet räcker. En normal varmhållningstid är fyra timmar.

### Återanvändbara handvärmare
Den allra första typen av handvärmare, eller kroppsvärmare, var förstås en större eller mindre sten som lades på lägerelden för att magasinera värme för natten. En sten som placeras i elden kan värma vatten eller ge välbefinnande för nattsömnen. Med rätt vald storlek kan stenen hålla värme för hela natten, först på avstånd och medan den svalnar, allt närmare kroppen.

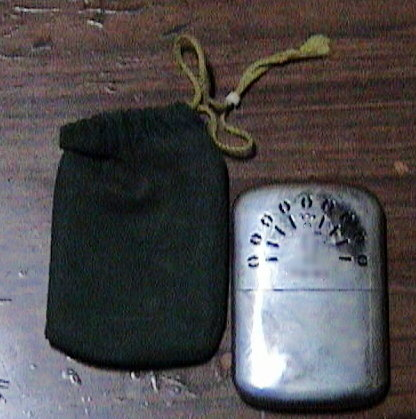
Handvärmare av tändar-modell (PEACOCK).

#### Bränslevärmare
Tändare kan konstrueras för att fungera som handvärmare. Dessa kan ge värme i 12-24 timmar beroende på temperaturen och är bara att fylla på bränsle i, för att återanvända. Tunn platinatråd används som katalysator för att tända bränslet. Ursprungligen en japansk uppfinning från 1900-talets början. 
Brännaren slits allt eftersom värmaren används, men kan bytas ut för en billig penning.
Bränslevärmare kräver syre medan de brinner och utvecklar värme, vilket gör att de inte fungerar tillfredsställande under förhållanden där syret kan förbrukas.

#### Batterivärmare
Batterivärmaren laddas via usb-kabel, med transformator eller genom byte av batterier. Typiska varmhållningstider är från två och upp till sex timmar. Värmaren har i regel av/på-knapp, vilket gör att man inte behöver använda all värme på en gång.

#### Kristallisation
Många handvärmare bygger på någon form av omvändbar kemisk reaktion. Den vanligaste är kristallisation. Vid kristallisation i övermättade lösningar genereras värme. Det utnyttjas i flera typer av handvärmare. Kristallisationen sätts igång med en metallplatta inne i handvärmaren. Handvärmaren är oftast återanvändbar. Genom att koka handvärmaren kan man åter magasinera värmen i dess medium, så att den blir redo för ny användning. Vanligtvis är det natriumacetat som används som medium. Kemin bakom beskrivs längre ner.
Denna typ av handvärmare värmer i regel en ganska kort tid, mellan 20 minuter och 2 timmar och kan återanvändas hundratals gånger.

## Kemiska reaktioner i handvärmare
Det finns ett flertal omvändbara kemiska reaktioner, som kan utnyttjas för att göra återanvändbara handvärmare. Här listas några av dem.

### Övermättad lösning
En viktig princip för återanvändbara handvärmare utgör den övermättade lösningen. Det är en lösning som innehåller mer av ett löst ämne än vad lösningen egentligen borde kunna innehålla. Detta kan ske när ett lösligt ämne hälls i ett varmt lösningsmedel och när sedan lösningen svalnat inte klarar av att kristallisera ut. Denna princip kommer till användning i återanvändbara handvärmare: i en värmepåse kan till exempel finnas natriumacetat och vatten. När påsen värms löses natriumacetatet i vattnet och en mättad lösning bildas. Saltet tar under processen upp energi. När sedan påsen kyls ner kan inte saltet återta sin struktur eftersom det inte finns något att bygga kristaller på. Den övergår i en övermättad och underkyld smälta, som är mycket instabil.
Det krävs nu bara en liten störning för att överskottssaltet skall fällas ut och frige den lagrade energin som värme. Vid behov av värme kan därför användaren knäppa på en metallplatta som lagts inuti anordningen, för att starta reaktionen. När metallplattan böjs fram och tillbaka, friges kristaller från mikroskopiska sprickor i metallen. Det medför att smältan får de groddar som krävs för att starta kristalliseringen. I en exoterm reaktion bildas då kristaller av natriumacetat – och värmen frigörs.
Vanligast bland salterna att användas i handvärmare är trihydrat av natriumacetat, med den kemiska formeln CH3COONa · 3 H2O. Smältpunkten är 58°C, vilket är den temperatur sådana handvärmare maximalt når, när kristallisationsprocessen sätts igång. En lämplig temperatur för att inte behöva skärma bort delar av värmen.
Den kemiska formeln för den exoterma reaktionen:
CH3COO- (l) + Na+ (l) → CH3COONa · 3 H2O (s)

#### Fotnoter
1. ↑  Trihydrater är substanser som innehåller tre vattenmolekyler.[16] Trihydraten av natriumacetat har CAS-nummer 6131-90-4.[17]
2. ↑  Hydrater är kristallina föreningar där vattenmolekyler ingår i kristallen som kristallvatten när den bildats ur en vattenlösning.[18]

### Några andra övermättade reaktioner

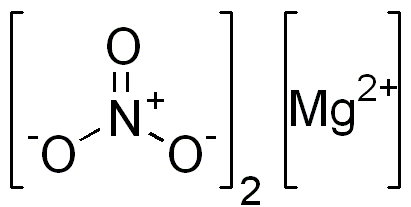
Strukturformel för magnesiumnitrat.

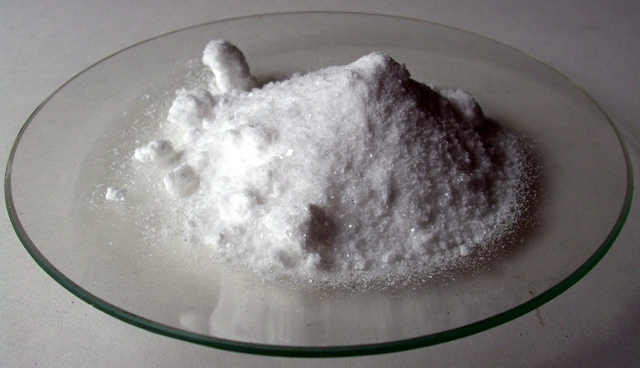
... och magnesiumnitratets utseende som ohydrerat salt.

Det finns ett flertal salter som kan användas för övermättade reaktioner, där överskottsvärme erhålls och kan användas till uppvärmning.
Tiohydrat  av natriumsulfat, Na2SO4 · 10 H2O genomgår motsvarande exoterm reaktion. Här är smältpunkten betydligt lägre, 32,5 °C, vilket ger en lägre termisk verkningsgrad och gör att ämnet inte är optimalt som medium i handvärmare. Föreningen kallas glaubersalt, när den är hydratiserad.
Bättre värmevärden når underkyld natriumtiosulfat, Na2S2O3 som också kristalliserar sig med en exoterm reaktion. Här är smältpunkten 48,3 °C, varför temperaturen är mer lämplig för en handvärmare.
Också grå kopparsulfat, CuSO4, upptar kristallvatten under värmeutveckling. Den grå kopparsulfaten förvandlas då till blå kopparsulfat, med formeln CuSO4 · 5 H2O och det kemiska namnet kopparsulfat pentahydrat. Också kopparsulfat skulle passa i handvärmare, men används inte på grund av kopparns giftighet.
Det finns också salter som har högre termisk verkningsgrad än trihydrat av natriumacetat och därför genererar ännu mer värme. Om dessa ska användas som handvärmare behöver värmen skärmas av från användaren. De passar därför bättre till att värma föremål, till exempel bilar som stått ute i vinterkylan. Ett sådant salt är magnesiumsaltet av salpetersyra, magnesiumnitrat hexahydrat, Mg(NO3)2 · 6 H2O (CAS-nummer hexahydrat 13446-18-9). Med litiumnitrat LiNO3 som sprider och fördelar värmen, kan värmaren snabbt ge motorn en temperatur på 70–80 °C, så att kallstarten underlättas.

### Fotnoter
1. ↑  Tiohydrat, eller dekahydrat, betyder att saltets kristallvatten innehåller tio vattenmolekyler per saltmolekyl.
2. ↑  Tiosulfater är salter och estrar till den i vatten instabila tiosvavelsyran, H2S2O3. Salterna innehåller tiosulfatjonen, S2O32−.[23]
3. ↑  Äldre namn på kopparsaltet är blåsten och kopparvitriol.[25]

## Medicinsk användning
Vita fingrar, eller Raynauds fenomen, yttrar sig i att fingrar eller tår vitnar. Detta beror på nedsatt blodflöde i fingrarnas blodkärl. Vid detta tillstånd kan symptomen lindras med hjälp av olika typer av handvärmare.